# Tornos umbrosarius
Tornos umbrosarius är en fjärilsart som beskrevs av Dyar 1910. Tornos umbrosarius ingår i släktet Tornos och familjen mätare. Inga underarter finns listade i Catalogue of Life.